# Hippolyte Ducastel
Hippolyte Polydore Ducastel (Menen, 10 oktober 1863 - 19 oktober 1930) was een Belgisch senator voor de Belgische Werkliedenpartij.

## Levensloop
Ducastel, van beroep verzekeringsinspecteur bij de socialistische maatschappij De Sociale Voorzorg, werd in april 1926 gemeenteraadslid van Menen en was er schepen in 1926-1927.
Hij werd in 1921 verkozen tot socialistisch senator voor het arrondissement Kortrijk en vervulde dit mandaat tot in 1929.
Ducastel was gehuwd met Eudoxie Malfait.